# Ammiragliato (San Pietroburgo)
L'Ammiragliato (in russo Здание Главного адмиралтейства?, Zdanie Glavnovo admiraltejstva, letteralmente "palazzo dell'Ammiragliato supremo") a San Pietroburgo è una costruzione in stile Impero eretta su progetto dell'architetto Andrejan Zacharov fra il 1806 ed il 1823, sito all'inizio della Prospettiva Nevskij, di fronte alla piazza del Palazzo, in un punto focale del centro di San Pietroburgo.
Con una guglia dorata sormontata da una banderuola del vento dorata a forma di una piccola nave, è uno dei simboli più evidenti della città. La guglia è il punto focale della vecchia San Pietroburgo ove convergono tre strade principali, riprendendo lo schema del tridente romano - Nevskij Prospekt, Ulica Gorokhovaja e Vosnesenskij Prospekt - e sottolineando l'importanza che Pietro I attribuiva alla Marina imperiale.
Da questo edificio prende il nome anche Admiraltejskaja, la stazione della metropolitana di San Pietroburgo aperta nel dicembre 2011.
Vladimir Nabokov, famoso scrittore e nativo di San Pietroburgo, scrisse un breve racconto, nel maggio 1933, intitolato The Admiralty Spire.

## Galleria d'immagini

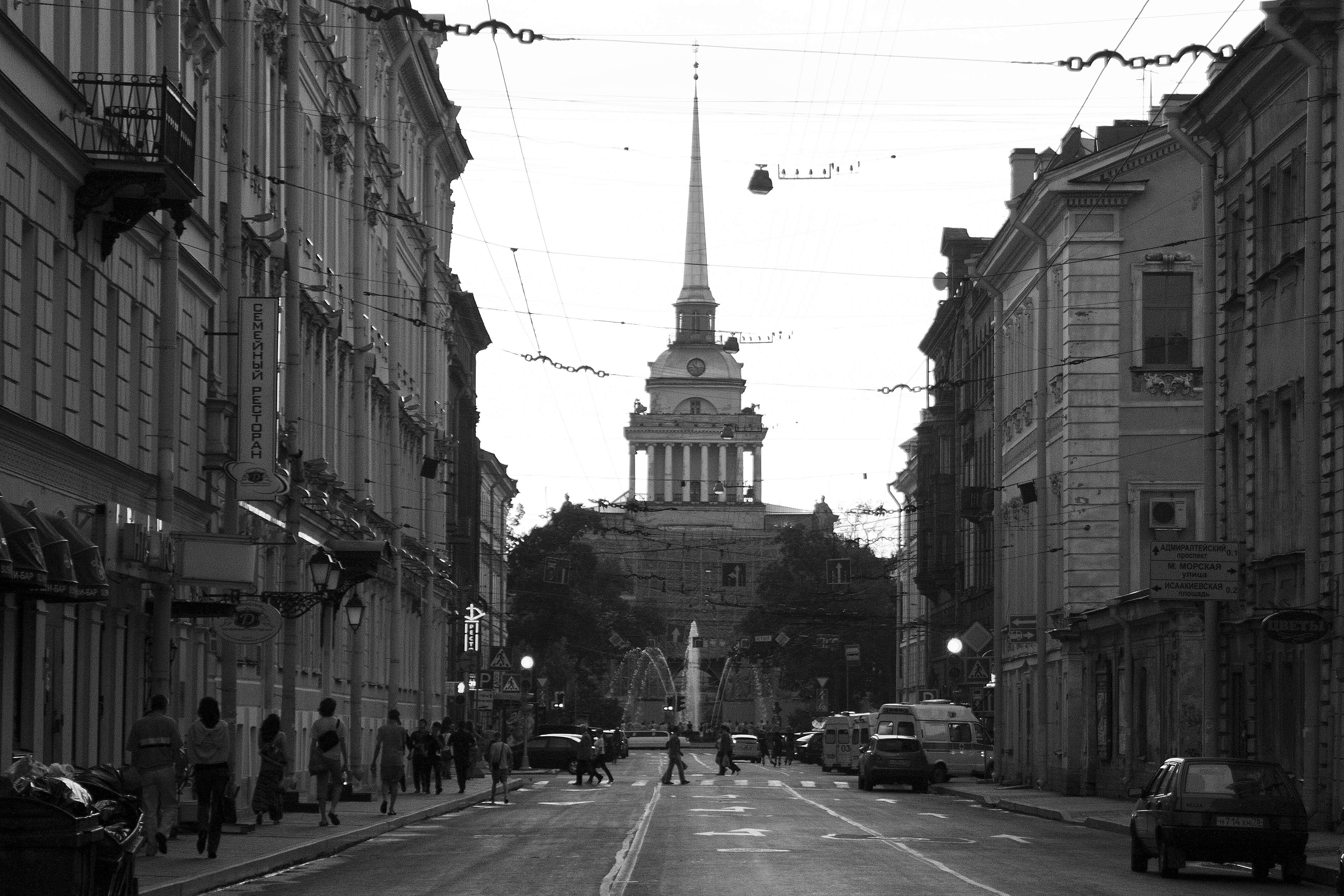
La torre dell'ammiragliato.
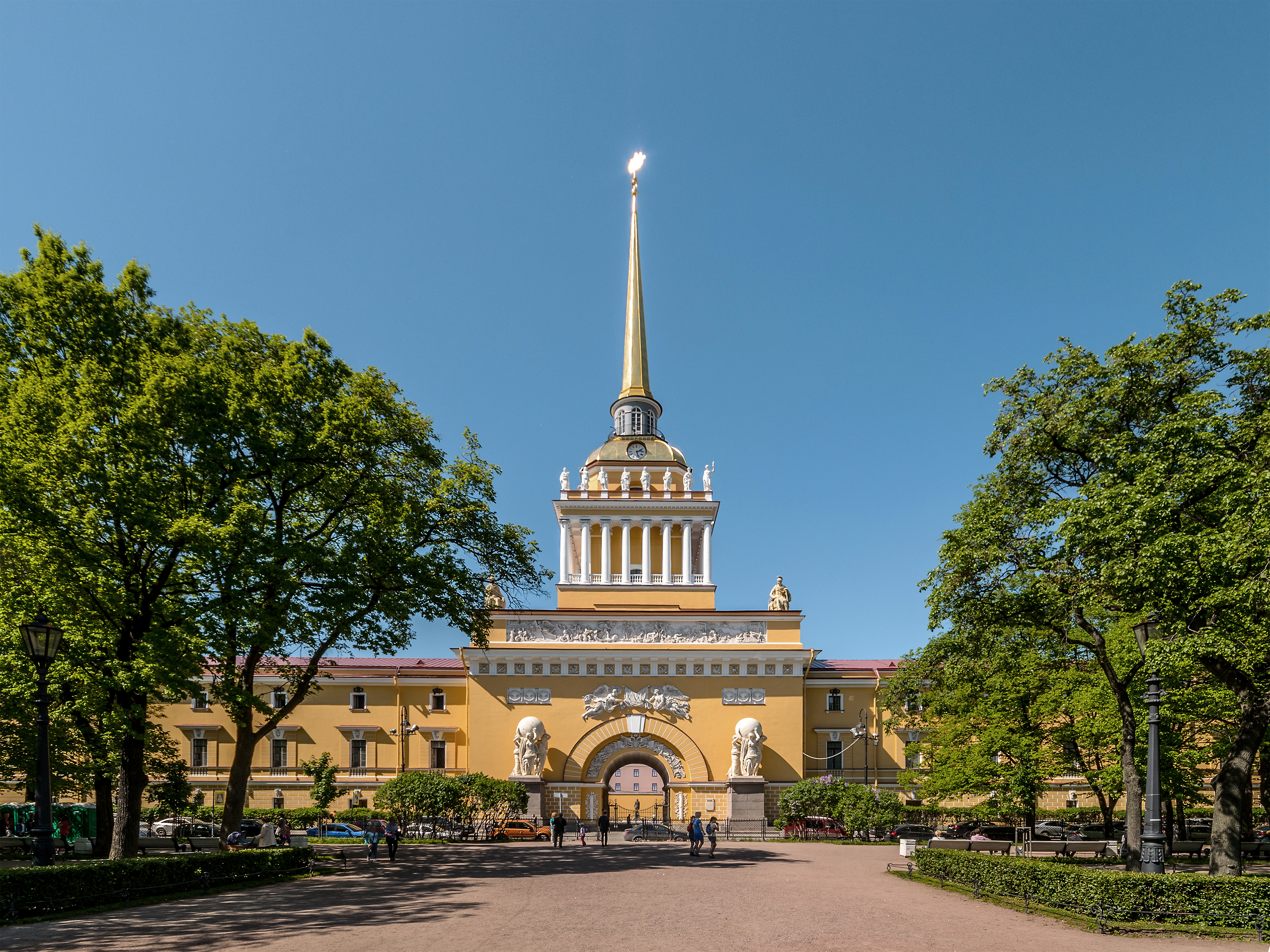
La torre dell'Ammiragliato (1806-1823).